# 直立二足歩行
直立二足歩行（ちょくりつにそくほこう、英: bipedalism）とは、脚と脊椎を垂直に立てて行う二足歩行のことである。現存する生物のうち、直立二足歩行が可能な生物は、ヒトだけである。

## ヒト以外の二足歩行
外見上、直立二足歩行を行っているように見えるペンギンであるが、これは体の厚みのためそう見えるだけで、実際にはペンギンの大腿骨は脊椎に対してほぼ直角であり、下腿骨のみが垂直（従って、常に膝を曲げた状態）となっているため、実際には直立二足歩行ではない。
常時二足歩行を行う動物は鳥類全般やカンガルー、トビネズミなど、一時的な二足歩行を行う動物にビーバー、イヌやクマ、サル（特に類人猿）、エリマキトカゲなどがいる。有羊膜類に属する鳥類・爬虫類・哺乳類いずれにも存在しており、二足歩行自体は然程珍しい性質ではない。
しかしいずれも骨盤と大腿骨の構造上、大腿骨を脊椎に対して垂直に立てることはできず（無理にやれば脱臼する）、直立二足歩行とは言えない。

## ヒトの直立二足歩行
ヒトの場合、胴体の真下に下肢が付き、股関節が体の中心軸に近く、左右の揺動が少なく済むような構造になっている。胴体が垂直に立っているため、胴体の重心位置は股関節よりかなり上に位置することになり、偏心モーメントを発生することになる。ヒトの場合、胴体の重心位置はみぞおちのやや上、全身の重心位置はへそのやや下になる。そのため、ヒトが歩行を始めると、その反動が胴体にモーメント力（回転力）として伝わることになる。このモーメント力を床面まで伝えて打ち消す必要があるので、太い脚と大きな足裏、それを動かすための余分なエネルギーが必要となる。自然界で直立二足歩行があまり見られないのは、エネルギー効率が悪いためであると考えられている。
二足歩行には幾つか種類があり、その違いを歩様（歩容、歩法と書く場合もある）という。二足歩行の歩様にはウォーク（常足、なみあし）、トロット（速歩、はやあし）、ギャロップなどがある。単に歩行と言った場合は、トロットのことと考えて差し支えない。トロットとは交互に軸足が切り替わり、常にどちらかの足が地面に付いている、跳躍期のない歩き方のことを言う。軸足は瞬間的に入れ替わり、両方に体重がかかっている期間はないか無視できるほど短いものとされる。トロット歩行の場合、歩行という一見複雑な運動を、軸足の接地点を回転中心とした回転運動として捉えることができる。
歩行が回転運動だとすると、遠心力が発生するはずである。このときの遠心力 {\displaystyle F} は下の式で表される。{\displaystyle v} は重心の移動速度（=歩行速度）、{\displaystyle r} は重心位置の高さ、{\displaystyle m} は質量である。
{\displaystyle F={\frac {mv^{2}}{r}}}
Fを mg と置き換えると、次の式が導かれる。{\displaystyle g} は重力加速度である。
{\displaystyle v={\sqrt {gr}}}
これは歩行の限界速度を表す式で、これより速い速度で歩行すると、遠心力により自然に脚が床面から離れ、走行に移行することを意味している。人間の重心位置の高さを 1.2m とすると、歩行の限界速度は 12.3km/h となる。競歩の世界記録は 13.6km/h (50Km)。腰の捻りや足裏のストロークなどが加わるため、単純化したモデルから得られる数値よりは大きくなる。短距離では 16km/h ほどまで速度があがるが、これは腰を落として回転運動にならないように強引に体を水平に動かしているためで、疲労の度合いが激しい。
トロット歩行の場合、水平方向の運動量は理論的には次のステップへ100%伝達される。上下方向の運動量は床面との衝突により失われてしまうが、ヒトの場合、重心の位置エネルギーをアキレス腱が保存し、軸足交換時に体を蹴り上げて次のステップに伝えていると考えられている。
両方に体重のかかる期間のある歩様をウォークと言うが、両足が地面についていると重心の速度ベクトルの向きが一方向に拘束されてしまう。そのため、ステップごとに上下方向の運動量に加えて左右方向の運動量も失われる（重心の軌跡がジグザグになる）ので、エネルギーコストが著しく悪化する。それゆえ、あまり行われていない歩行と考えられている。
ヒトは両足が地面から離れる時間が存在する直立二足走行を行うこともできる。走行は歩行と比較して高速であり、捕食者からの逃走に向いているほか、手に武器を持ちながら二足走行を行うことで効率的な狩猟をも可能にした。

## 発達における直立二足歩行
ヒトは生後約1年後に歩き始めるが、それまでには様々な現象が見られる。
ヒトの新生児の脇をもち、足の裏を平面につけて少しずつ前に移動させると、脚を交互に踏み出して歩くような運動が生じる。これは原始歩行または、歩行反射と呼ばれる。しかし、新生児はこの時、下肢の筋肉が未発達なため自力で体重を支えることができない。歩行反射は生後1～2ヶ月で消失し、独立二足歩行は、10ヶ月ごろ現れる。
マックグロー(McGraw, 1940) は子どもの歩行の発達を、次の七つの時期に分類した。
1. 新生児原始歩行期 - 新生児の脇をかかえて直立姿勢をとらせると、歩行に似た左右交互の足踏みを行う。
2. 静止期 - 生後数か月以内に、首が座り、静的な姿勢の保持が発達する。脇を支えて直立姿勢をとらせても、脚を伸ばしたままで、足踏みが見られなくなる。
3. 過渡期 - 脇を支えて直立姿勢をとらせると、両脚を屈伸して体を上下に揺らしたり、左右交互に足踏みをしたりする。
4. 意識的な足踏み期 - 手をつなげば、直立姿勢をとって意識的に足踏みができるようになる。
5. 独立歩行初期 - 独立歩行が可能になる。左右の脚の間隔を広くとり、腕を伸展し前方につきだして歩く。歩き始めて1週間ぐらいで急激に歩行の能力が高まる。
6. 踵着地歩行パターンへの移行期 - 成人のように踵から着地して、つま先で蹴る歩行パターンへと変化する。歩幅が広くなって、よく前進するようになり、運動が安定化する。
7. 統合された歩行の完成期 - 手を脚と逆位相で振って歩くようになる。

### 成人の歩行パターンと原始歩行の違い
フォスベリ(Forssberg, 1985) の実験によれば、筋電位は、成人の複雑なパターンに比べ、原始歩行と独立歩行開始直後の歩行では、共同筋だけでなく拮抗筋を含むすべての筋が同期して活動する傾向が強い。また、運動軌跡は、遊脚の関節角度の変位は成人に比べて単純で、ほとんど同位相で変化する。また、脚の着地はつま先、あるいは足裏全体でなされ、 成人のような踵からの着地が見られない。 3歳になると筋電位や軌跡の上では、成人と同様の歩行になる。

## 直立二足歩行の進化
人類と、その祖先である人類以外の類人猿は、生物学的には直立二足歩行ができるか否かによって区別される。たとえば、400万年前のアウストラロピテクスは、脳容量がチンパンジーとほとんど変わらないため、知能的にはチンパンジーと大同小異だったと推定されているが、骨格化石や足跡化石から直立二足歩行が行われていたことが明らかなことから、人類の一員に分類されている。アウストラロピテクスの骨盤や下肢の形が二本足で直立していたことを示していた。また、ヒトと同じように大後頭孔（脊髄の出口）が頭蓋骨の真下に開口しており、これも直立二本歩行を意味していた。
直立二足歩行の進化要因については、さまざまな仮説がある。たとえば、移動効率、両手を自由にして食料を運ぶことができたこと、長距離を見通すこと、性淘汰、体温調節、水中を歩くため（アクア説）などがあるが、決定的なものはない。オランウータンの観察から、ヒトの二足歩行は地上に進出するより前に樹上での移動において生じたとする説もある。

## 直立二足歩行の長所
他の動物の4足歩行と比較すると、ヒトの直立二足歩行には以下の長所がある。
- 頭部が直立した胴体の直上に位置することにより、その体躯に比して巨大な頭部を支えることが可能になった。ヒトの体重に比しての頭部の重量は、全動物中でも最も大きい。そして時として、その頭部のさらに上に重量物を載せて運ぶことも可能なほどの余裕がある。結果として、ヒトは体重に比して巨大な脳容積を得ることができ、全動物中最も高い知能を得た。
- 前脚＝腕が歩行から解放されたことにより、重量物の持ち運びが容易になった。そして、非直立の二足歩行を行う動物（恐竜など）と比べても、体躯に比して大きな腕を持ち、重量物の運搬能力が高い。さらには、投擲という他の動物にはない能力を得た。

## 直立二足歩行の欠点
一方で、ヒトの直立二足歩行には、以下に挙げる難点がある。
- 重力の関係上、痔、胃下垂、ヘルニアなどの疾患に罹患しやすい。ヒト以外の動物はこれらの病気になることは極めて稀である。
- ほとんどの姿勢で頭部が安定しているため、首が細く弱い。
- 重い頭部が高い位置にあるため、バランスが悪く、転倒すると危険である。特に、後ろに倒れると、急所である後頭部を打つ危険が高い。
- 喉、心臓、腹部、股間等の急所が多い胴部前面を常に晒してしまう。
- 内臓を保持するために骨盤底を発達させる必要がある。そのため出産に困難がともない、胎児が小さく未熟な状態で出産しなければならない。
- 四足歩行と比べて、高度な身体能力が求められるため、習得するのに長期間の身体の成熟と訓練を必要とする。個体差もあるが、直立二足歩行を行うには生まれてから1年程度の時間を要するため、それができるまでは四足歩行（這い歩き／これも個体差があるが、生後半年ほどで可能になる）を余儀なくされる[11]。